# اتحاد الصحفيين والكتاب الدولي

## اتحاد الصحفيين والكتاب الدولي  IUJW
اتحاد الصحفيين والكتاب الدولي (بالإنجليزية: International Union of Journalists and Writers - اختصارًا IUJW) هو منظمة غير حكومية مستقلة غير ربحية، أنشئت لحماية مصالح الصحفيين والكتاب وتعزيز حرية التعبير وحقوق الإنسان حول العالم.
يهدف الاتحاد إلى الدفاع عن حرية الإعلام، ضمان وصول الجمهور إلى معلومات موثوقة، تعزيز العدالة الاجتماعية، ودعم القيم الإعلامية بمواجهة الكراهية والتطرف والتمييز.
يمثل الاتحاد أكثر من 9000 إعلامي وصحفي وكاتب عبر العالم حتى نهاية عام 2023.

## الأهداف
- تعزيز حرية التعبير والإعلام حول العالم.
- دعم استقلالية وسائل الإعلام، والدفاع عن الصحفيين والكتاب في القضايا المرتبطة بحرية النشر.
- تعزيز الدقة والموضوعية والحياد في العمل الصحفي.
- مكافحة خطاب الكراهية، التطرف، العنصرية، وازدراء الأديان عبر الإعلام المسؤول.
- بناء شراكات دولية لتعزيز العمل الإعلامي الحر والمستقل.

## الشراكات الدولية
يرتبط اتحاد الصحفيين والكتاب الدولي بشراكات تعاون مع عدة منظمات دولية ومؤسسات إعلامية، منها:
- الاتحاد الدولي للصحفيين (IFJ).
- اتحاد الصحفيين الأوكراني (NUJU).
- منظمة الدرع العالمية (SHIELD).
- منظمات حقوق الإنسان الدولية.[3]
- مؤسسات إعلامية وصحفية مستقلة حول العالم.

تهدف هذه الشراكات إلى تعزيز حرية الإعلام، حماية حقوق الصحفيين، تبادل الخبرات المهنية، ودعم المبادرات الإعلامية والحقوقية المشتركة على المستوى الدولي.

## التاريخ والتأسيس
تأسس الاتحاد في عام 2014 في أوكرانيا بمبادرة من الدكتور صالح محمد ظاهر، ويقع مقره الرئيسي حاليًا في بروكسل (بلجيكا).
انطلق الاتحاد استجابةً للتحديات التي تواجه حرية الإعلام عالمياً، ولا سيما حماية الصحفيين والكتاب العاملين في بيئات النزاع والقمع السياسي.

## المبادئ الأساسية
- حرية التعبير حق أساسي.
- حماية كرامة الإنسان وحقه في المعلومة الصحيحة.
- الالتزام بالموضوعية والدقة والنزاهة في المهنة الإعلامية.
- رفض كافة أشكال العنصرية، التمييز، والتطرف.[5]

## أنشطة ومبادرات
- تنظيم المؤتمرات والندوات الإعلامية والحقوقية الدولية.[6]
- إطلاق حملات للتوعية بأهمية حرية الإعلام وحقوق الصحفيين.[7]
- تقديم الدعم القانوني للصحفيين الملاحقين قضائيًا.
- إصدار تقارير دورية حول حالة حرية الإعلام وحقوق الإنسان.
- تقديم العضويات الفخرية للصحفيين المميزين في العالم العربي والدولي.[8]